# Wintershill
Wintershill – osada w Anglii, w hrabstwie Hampshire. Leży 15 km na południowy wschód od miasta Winchester i 99 km na południowy zachód od Londynu.